# Johannes van Wulfen
Johannes van Wulfen (of Johan van Wulfen) (Laren, 1838-1912) was een dorpsonderwijzer in Laren, daarnaast was hij de bedenker van een in 1885 door de Hilversumse uitgeverij J. Geradts & Co. uitgebrachte leesmethode: ‘Sprekende Letterbeelden’. Dit bestond uit achttien tekeningen waarop verschillende letters waren afgebeeld. Zo bestond de letter O uit een jongetje met een hoepel. Van Wulfen bleef na de onthulling van zijn bankje nog tot 31 december 1907 tot zijn zeventigste levensjaar in dienst bij de gemeente Laren die hem toen eervol ontslag verleende.

## School
Van Wulfen richtte zijn eigen school op, in de volksmond "De school van Van Wulfen" genoemd, waarvan hij zelf de hoofdonderwijzer was. Dit gebouw stond op de hoek van de Van Nispenstraat-Klaaskampen, ongeveer waar het Hamdorffmonument is geplaatst, links naast het café 'Het Bonte Paard'.  Dit gebouw met de aangrenzende woning van de bovenmeester is in 1914 afgebroken.

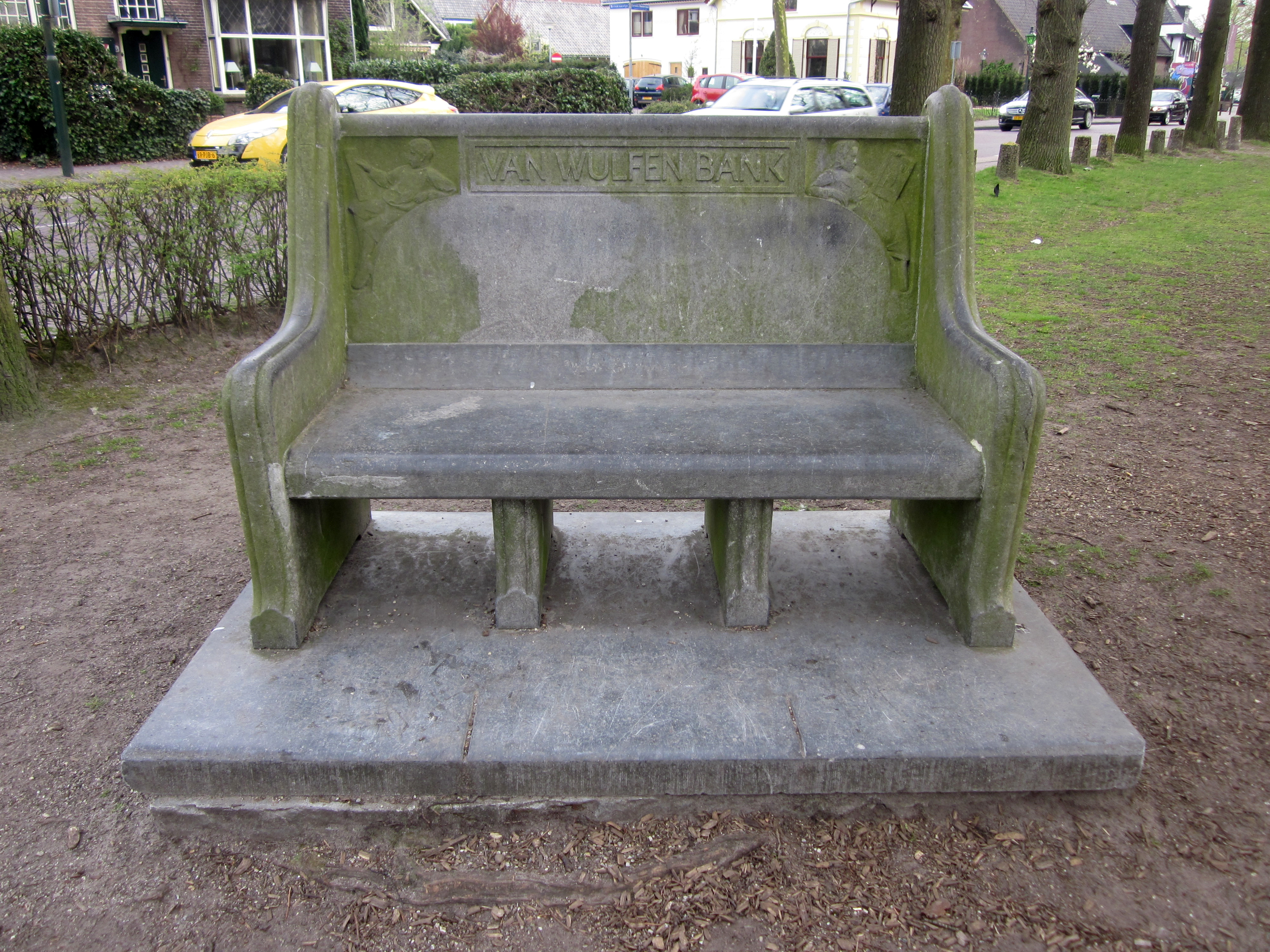
De Johannes van Wulfenbank.

## Aandenken
- Bij de Coeswaerde staat een stenen bank: de Van Wulfenbank. De bank is ontworpen door beeldhouwer Eduard Jacobs en aan Van Wulfen geschonken door de inwoners van Laren, als huldeblijk bij zijn gouden jubileum op 25 mei 1905. Het is een stenen bank met op de rugleuning de tekst VAN WULFENBANK en in reliëf afbeeldingen van de leerlingen Lijsje Calis en Gerrit Wiegers (latere sigarenmaker op de Schapendrift te Laren).[4]
- De Van Wulfenlaan in Laren is naar hem vernoemd.